# Praça de Toiros de Alcácer do Sal
A Praça de Toiros de Alcácer do Sal, oficialmente Praça de Toiros João Branco Núncio, foi inaugurada em 1922 e tem uma lotação de 4.570 lugares.
Para substituir uma anterior Praça de madeira, foi construída em 1922 uma nova Praça de Toiros na vila de Alcácer do Sal por iniciativa do criador Joaquim Mendes Núncio Júnior, ficando propriedade da família Núncio.
Em 1950 foi alvo de ampliações, com a construção de camarotes no piso superior e, caso raro nas Praça de Toiros portuguesas, moradias particulares sociais no piso térreo. 
Em 1974 o cavaleiro João Branco Núncio doou a Praça de Toiros à Santa Casa da Misericórdia de Alcácer do Sal, ficando oficialmente a mesma com o seu nome.